# Orex Galloping
Orex galloping, ou Oryx galloping (em tradução livre, Oryx Caminhando), é um filme mudo britânico em curta-metragem, realizado em 1887 pelo inventor e fotógrafo Eadweard Muybridge, parte de seu estudo à respeito do movimento. Atualmente, encontra-se em domínio público pela data em que foi realizado. Não se trata de um filme como entendemos hoje, mas de uma sequência de fotografias dispostas de forma a criar a impressão de movimento.

## Sinopse

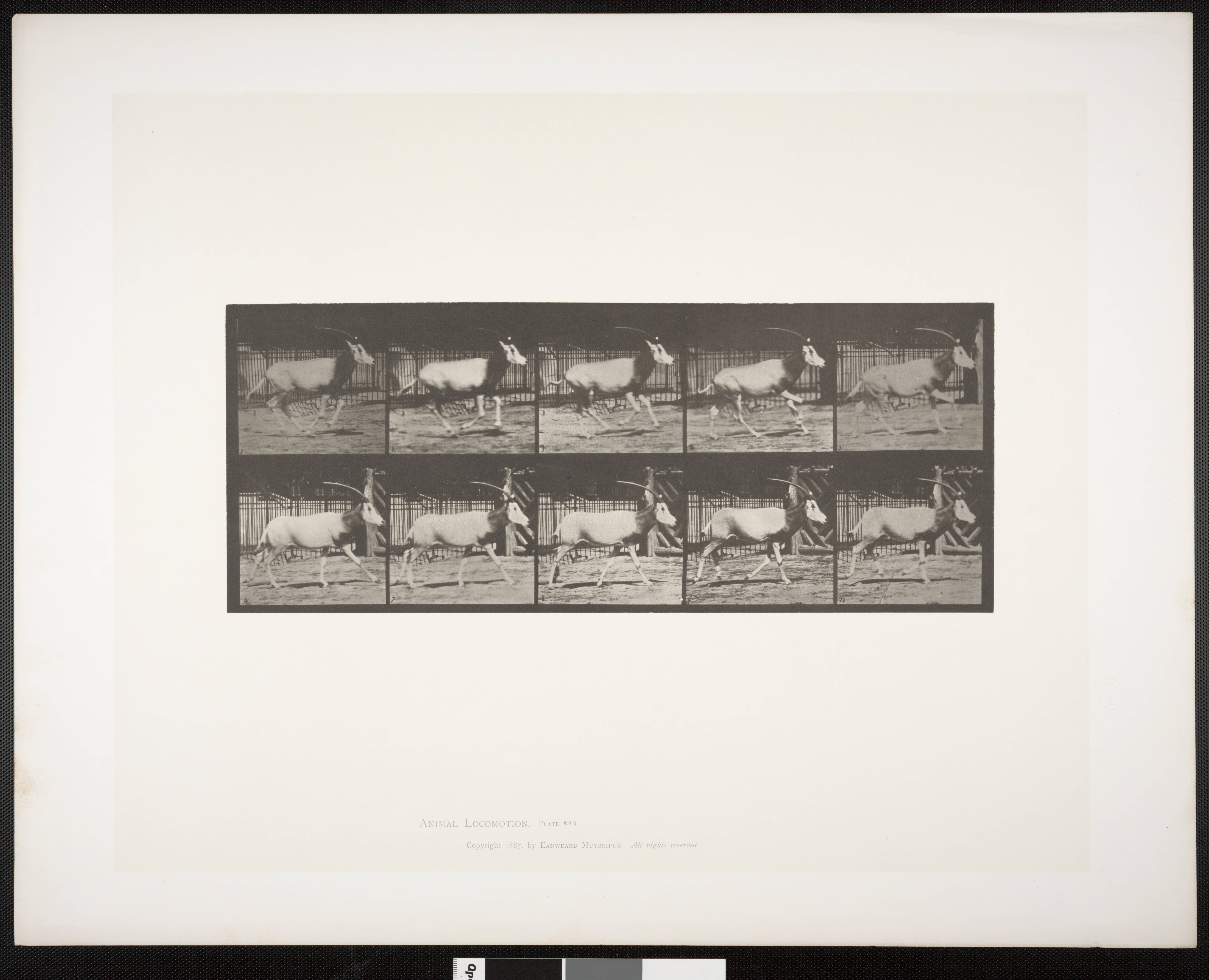
Sequência de fotos de "Oryx galloping"

Uma série de imagens fotográficas mostrando um Oryx se movimentando, de perfil e de traseira.